# Via Maris

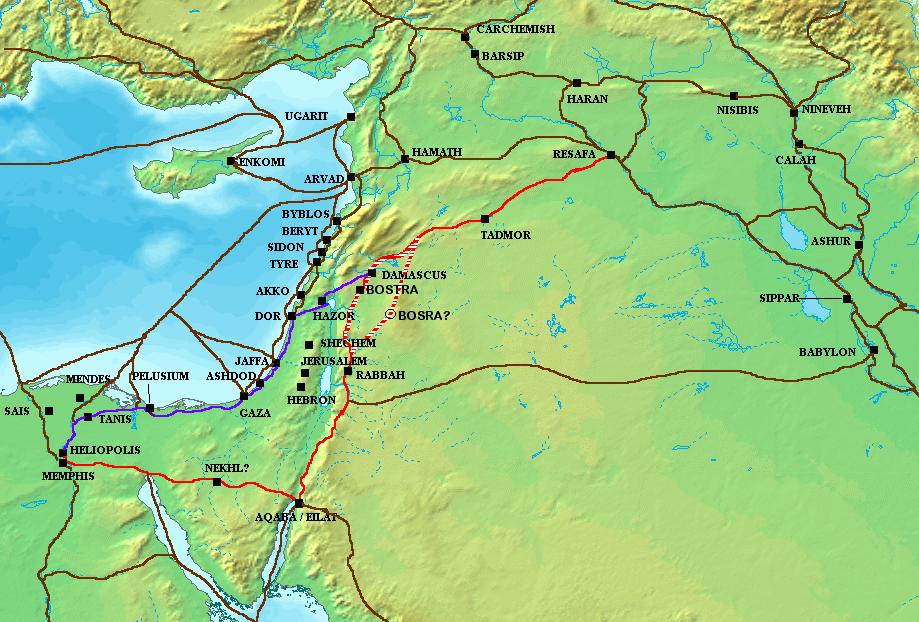
La via Maris (violeta), el camí dels Reis (vermell) i altres rutes comercials antigues, c. 1300 aC

La via Maris és una de les rutes comercials més antigues que es coneixen: data de l'edat de bronze. Era una carretera que bordejava la costa mediterrània (d'aquí el nom) per enllaçar les grans potències de l'edat antiga: Egipte, Mesopotàmia, Turquia… En la Bíblia apareixen referències a aquesta ruta.
Començava al nord d'Egipte i passava per la península del Sinaí (aquest fragment rebia el nom de ruta d'Horus i estava ple de petites fortaleses a un dia de distància preparades per subministrar el necessari a l'exèrcit en campanya). Després passava per les principals ciutats de Palestina fins al llac de Galilea, on seguia fins a Damasc, una de les capitals més importants de l'època. Llavors es convertia en el camí dels Reis i s'endinsava en territori persa.